# Trisetaria panicea
Trisetaria panicea là một loài thực vật có hoa trong họ Hòa thảo. Loài này được (Lam.) Paunero miêu tả khoa học đầu tiên năm 1950.